# 錫京米倫巴赫河

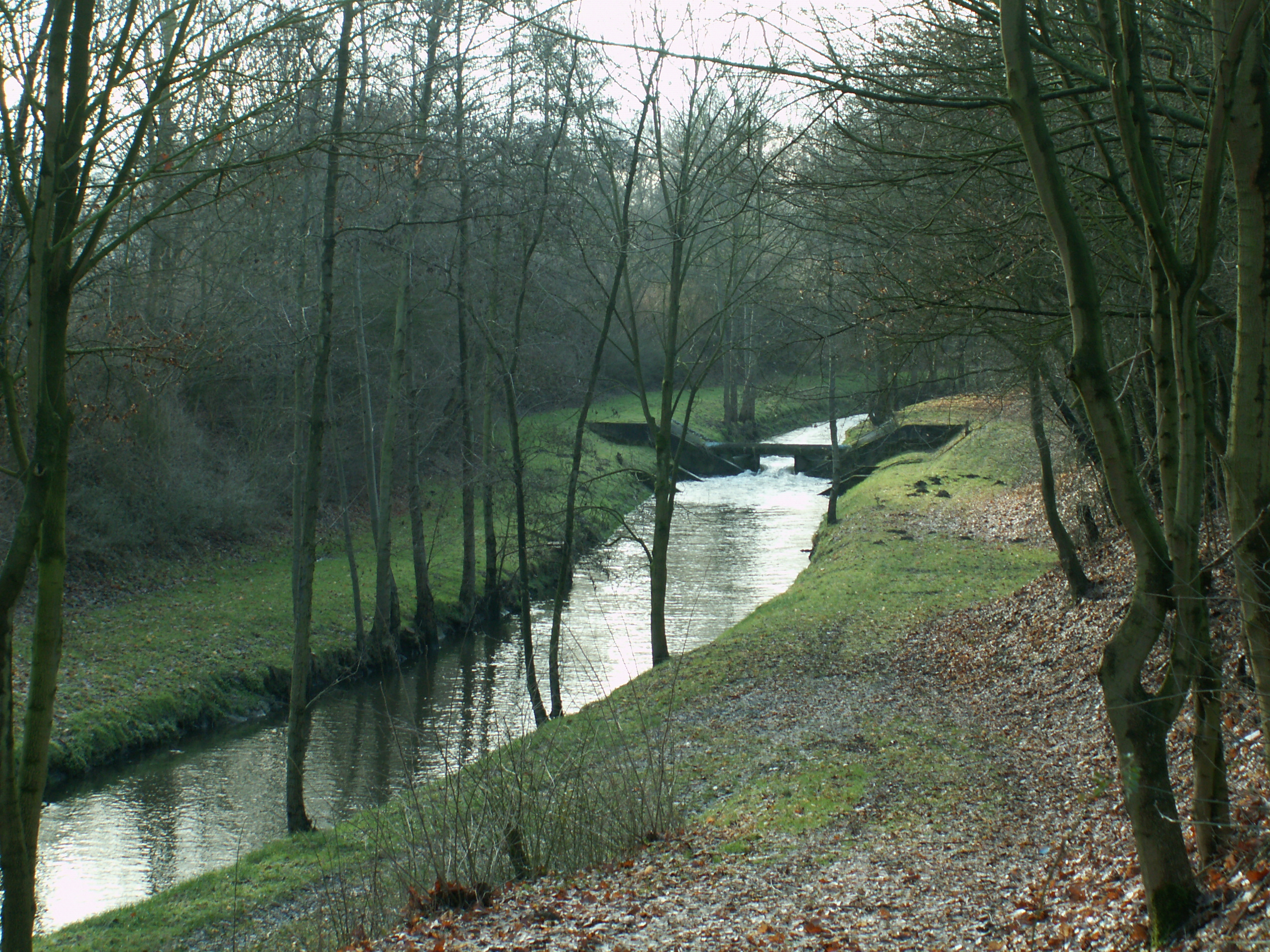

51°42′13.07″N 7°6′40.63″E / 51.7036306°N 7.1112861°E
錫京米倫巴赫河（德語：Sickingmühlenbach），是德國的河流，位於該國西部，處於北萊茵-威斯特法倫州，屬於利珀河的左支流，河道全長3公里，流域面積79平方公里。